# Zbigniew Pianowski
Zbigniew Pianowski (ur. 25 maja 1950 w Pekinie) – prof. dr hab., polski archeolog specjalizujący się w archeologii architektury średniowiecza, wieloletni badacz Wawelu, interesujący się szczególnie Zamkiem Królewskim i katedrą wawelską. Jest konsultantem badań archeologiczno-architektonicznych na wielu stanowiskach w Polsce (m.in. Poznaniu, Ostrowie Lednickim, Wiślicy, Wrocławiu, Sanoku) oraz w Pradze. Profesor Pianowski jest pracownikiem w Zakładzie Archeologii Średniowiecza i Czasów Nowożytnych w Instytucie Archeologii UJ, kierowanym przez prof. dra hab. Michała Parczewskiego oraz wykładowcą w Instytucie Archeologii URz.
Zbigniew Pianowski wychowywał się w podkrakowskich Mydlnikach, następnie kontynuował naukę w V Liceum Ogólnokształcącym im. Augusta Witkowskiego w Krakowie. Studia na Uniwersytecie Jagiellońskim ukończył w 1974 roku a następnie podjął pracę w Pracowni Archeologicznej Kierownictwa Odnowienia Zamku Królewskiego na Wawelu. W latach 1983–1986 był kierownikiem tej placówki. Od 1991 kierownik Działu Archeologii Państwowych Zbiorów Sztuki na Wawelu. W latach 2009–2011 pełnił funkcję dyrektora i wykładowcy w Instytucie Archeologii URz. Od 2011 związany z Zakładem Archeologii Średniowiecza, kierowanym przez prof. Michała Parczewskiego. 3 czerwca 2015 roku otrzymał nominację profesorską z rąk Prezydenta RP.
Jest autorem wielu badań archeologicznych i opracowań naukowych, zwłaszcza z okresu średniowiecza. Wieloletni badacz architektury Wawelu, który od 1975 przekopuje z archeologami wzgórze wawelskie, szukając Wawelu zapomnianego. W latach 1975–1977 podjął badania archeologiczne w rejonie Smoczej Jamy. Konsultant projektu udostępnienia Podziemi Rynku w Krakowie.
Profesor Pianowski jest członkiem Komisji Archeologicznej PAN Oddz. w Krakowie, Stowarzyszenia Historyków Sztuki, Wojewódzkiej Rady Ochrony Zabytków przy Małopolskim i Podkarpackim WKZ. Autor publikacji naukowych w czasopiśmie „Acta Archaeologica Waweliana" oraz członek Rad Redakcyjnych czasopism „Cistercium Mater Nostra” i „Collectio Archaeologica Ressoviensis”. Koordynuje tematy programów MKiS „Wawel” i „Przemyśl” oraz „1000-lecie Zjazdu Gnieźnieńskiego”

## Publikacje
- Prof. dr hab. Zbigniew Pianowski

## Odznaczenia
- Złoty Krzyż Zasługi (2012)[3]